# Paddleton
Paddleton è un film del 2019 diretto da Alex Lehmann.
La pellicola è sceneggiata dallo stesso regista insieme a Mark Duplass che è anche uno dei protagonisti con Ray Romano e Christine Woods. 
Il film è stato proiettato in anteprima mondiale al Sundance Film Festival il 1º febbraio 2019 e quindi distribuito dal 22 febbraio 2019 sulla piattaforma Netflix. Il trailer è stato pubblicato il 15 gennaio 2019.

## Trama
Michael e Andy sono due uomini soli, vicini di casa e amici di vecchia data. Trascorrono le loro serate a mangiare pizza riscaldata, guardare film (soprattutto Il pugno mortale) o giocare a Trivial Pursuit. Nel weekend giocano a Paddleton (sport simile al paddle ideato da loro stessi) mentre chiacchierano delle loro vicende quotidiane.
Un giorno a Michael viene diagnosticato un incurabile cancro. Questi, dopo aver consultato due oncologi, prende la decisione di assumere un farmaco letale anziché avviare altre terapie invasive, lasciando Andy, nell'attimo in cui gli viene comunicata questa scelta, con un velo di palpabile amarezza.
Andy è l'unico a sapere di questa sua decisione.
Il farmaco è disponibile in una località distante sei ore dalla cittadina dove abitano i due amici. Perciò intraprendono un viaggio durante il quale si rivela la loro sincera e tenera amicizia fondata sulla conoscenza delle reciproche debolezze.
Una dimostrazione del forte legame che lega i due è visibile quando Andy compra una cassaforte a combinazione entro cui inserisce la medicina letale per evitare che Michael possa tentare di assumerla.
I due poi ritornano dal viaggio e continuano la loro vita, ma il tumore di Michael manifesta sempre più frequentemente i suoi sintomi quali tosse, vomito e debolezza fisica andando a modificare la loro relazione con l'introduzione di un sentimento malinconico.
Una sera Michael decide che è giunta l'ora di assumere il farmaco letale.
Mentre preparano il farmaco, Michael confessa, per la prima volta nella sua vita a qualcuno, di essere stato sposato per un anno e mezzo, ma di aver capito presto che non fosse quella la sua vita ideale. Andy confessa che la prima volta che ha visto l'amico credeva si trattasse di un serial killer. In questo modo viene ulteriormente rafforzata la loro amicizia.
Infine, assunto molto coraggio, Micheal beve la medicina e inizia ad avere un attacco di panico dovuto alla consapevolezza della imminenza della sua morte.
Morto Michael, Andy rimane immerso nella tristezza e nella malinconia, più solo di prima e spaesato davanti ad una vita monotona: le attività sono rimaste le stesse, ma è venuta meno la condivisione dell'esperienza.
A conclusione del film Andy si presenta ai nuovi vicini.